# Wodny Teatr Lalek

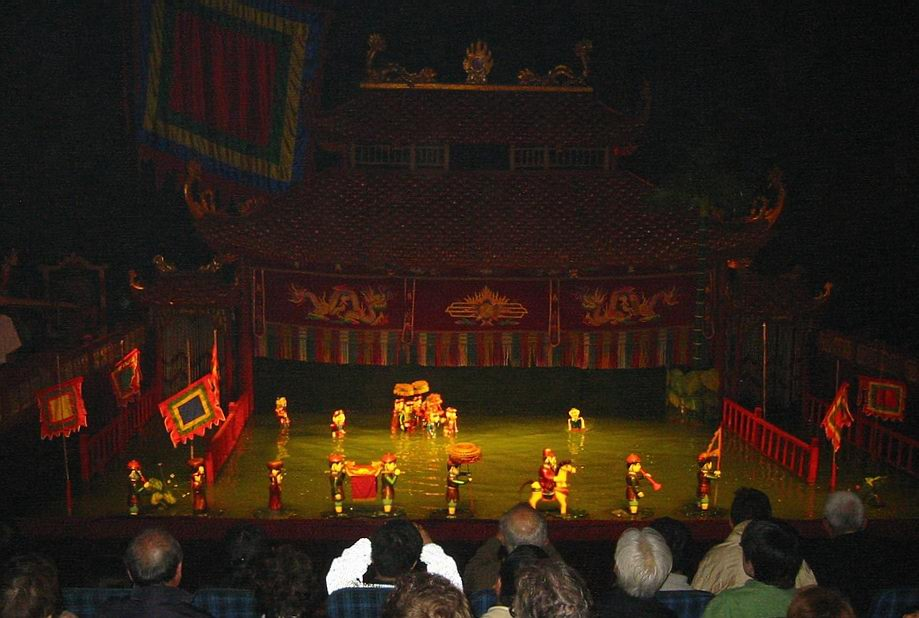
Taniec lalek na wodzie w teatrze Thăng Long (Hanoi).

Wodny Teatr Lalek (wietn.: Múa rối nước − „taniec lalek na wodzie”) − jeden z najbardziej charakterystycznych dla Wietnamu gatunków dramaturgii ludowej.
W porównaniu z teatrem lalkowym innych krajów, wietnamski teatr lalek na wodzie różni się zasadniczo nie tylko ze względu na konwencjonalne treści i formy sceniczne czy specyficzną budowę lalek, ale przede wszystkim pod względem tworzywa scenicznego. W przedstawieniach lalkowych Wietnamczycy wykorzystują zamiast sceny naturalne lustro wody – jeziora, stawu, rzeki.